# X 2000
X 2000 je nagibni vlak velikih brzina Švedskih željeznica (šved. Statens Järnvägar ili SJ). Prvu vožnju imao je 1990. godine. Vlak je dizajniran za maksimalnu brzinu od 210 km/h, ali najviša dopuštena brzina u normalnom putničkom prometu je 200 km/h. Prilikom testiranja 1993. godine vlak je postigao brzinu od čak 276 km/h.